# Conchoraptor gracilis
El Conchoraptor gracilis ("lladre de conquilles gràcil") és una espècie de dinosaure oviraptòrid que va viure al Cretaci superior en el que avui en dia és Àsia.